# إليزابيث فون تراب
إليزابيث فون تراب (بالإنجليزية: Elisabeth von Trapp)‏ هي موسيقية ومغنية أمريكية، ولدت في 1955 في فيرمونت في الولايات المتحدة.

## وصلات خارجية
- الموقع الرسمي